# Literatura mari
La literatura mari és la literatura feta en mari, una llengua ugrofinesa parlada a Marí El (Rússia).
A finals del segle xix, estimulats per la gramàtica composta per Ferdinand Johann Wiedemann el 1847 i pels estudis de Matthias Castrén, es desenvoluparen els primeres escrits en mari en dos sistemes d'escriptura, luornie i lugovie, s'editaren en ambdós sistemes llibres i revistes fins que foren unificats després de la revolució russa del 1917. L'iniciador fou l'almanac Mariski Kalendar (1907-1913), editat a Kazan pels escriptors Serguei Txavain (1888-1937), Nikolai Mukhin (1890-1937) i Mikhaïl Mikai (1885-1944), considerats com els pares de la literatura mari. Tots ells s'inspiraren en dues fonts: la tradició oral popular i les tradicions progressistes russes del moment. Txavain, el més famós dels tres, va compondre les novel·les Desertors (1929), Apiari (1928) primer drama nacional mari, el drama històric Akpatir (1935) basat en la revolta de Pugatxov, i la novel·la Elnet (1936).
Durant els anys posteriors a la revolució es produí l'expansió de la cultura mari. Es crearen les revistes U Ilis (Nova Vida, 1922-1927) a Moscou i U Vi (Nova força, 1926-1936) a Ioixkar-Olà, que no seran continuades fins al 1957 per Onitxko (Endavant) i per Patxemix (Arpó). Els principals autors d'aquest període foren Aleksandr Konakov (1887-1922), M. Xketan (1898-1937), amb els poemes Küsle jük (Sons de gusli, 1929) i la novel·la Erenguer (1933); Vladímir Saví (Vladímir Mukhin, 1888-1938), Tínix Óssip (I. A. Boríssov, 1893-1971), els narradors Ia. Eleksein (Ia. Aleksèiev, 1893-1965) amb La família Toimak (1955), I. Lomberski (1896-1956), Dimitri Orai (D. Bogoslavski, 1901-1950) amb la novel·la Oliana (1955) i A través de les boires (1951); Ianix Ialkain (1906-1938), fundador de la dramatúrgia nacional, N. Ignàtiev (1895-1941), Serguei Nikolàiev (1908-1993) amb la comèdia musical Salika (1938), Xabdar Óssip (1898-1937), autor de la novel·la Üdramaš korno (Sendera de la dona, 1929-1936) i del poema Vurs jük (Sons d'acer, 1933) i Ólik Ipai (1912-1937), traductor de Puixkin i Maiakovski, escriví Pelednezhap (Alba daurada, 1937).
El Gran Terror s'abaté sobre pràcticament tots els escriptors maris de la primera generació. M. Xketan es morí terroritzat, el 16 de maig de 1937, amb 38 anys, quan començava la campanya d'atacs. Serguei Txavain, Nikolai Mukhin, Xabdar Óssip i Ólik Ipai foren executats l'11 de setembre de 1937; Vladímir Saví, Prokopi Kàrpov i Andrei Eixkinin, el 10 de maig de 1938; Guri Ebain (Karmazin), l'11 de maig; Nikolai Tixin, el 14 d'agost i Ianix Ialkain, el 17 de setembre de 1938. Foren enviats a camps de treball Ivan Odar (Romanov, mort al gulag el 1938), Nikon Ignàtiev (mort al gulag el 1938), Iivan Kirlà (mort al gulag el 1943), Aleksei Erikan (mort al gulag el 1957) i altres.
Després de la Segona Guerra Mundial, el desenvolupament de la literatura mari, malgrat tot, ha continuat, destacant-hi autors com Miklai Kalazov (1918); S. A. Vixnevski (1920), G. Matiukovski (1926), A. Kaniuxkov (1925), N. Lekain (N. S. Ereméiev, 1907-1960), K. K. Vassin (1924) i d'altres més recents com A. Mitxurin-Azmekei (1912), V. N. Kosorotov (1930), Ahmet Assàiev (Assilbàiev, 1912-1999), A. Juzikain (A. Mikhailov, 1929) i A. Blk (A. Bikmurzin, 1915), N. M. Arban (1912), A Volkov (1923), K. Korxunov (1929), N. Ribakov (1932) M. Gueorguin (1920), V. Stoliàrov (1918).